# Stanzin Dorjai
Stanzin Dorjai, auch Stanzin Dorjai Gya, ist ein indischer Dokumentarfilmer aus Ladakh.

## Leben

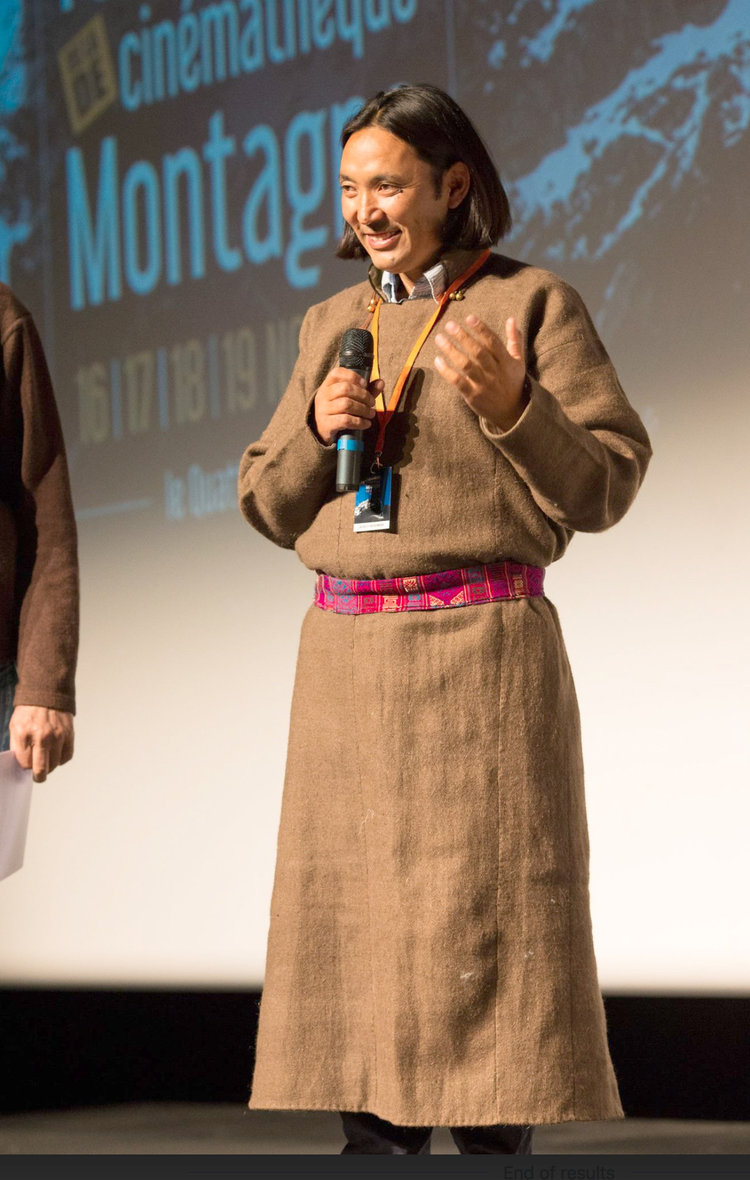
Stanzin Dorjai, 2017

Stanzin Dorjai wuchs im indischen Ladakh auf. Er lebte mit seiner Familie ein halbnomadisches Leben in Gya. Nachdem er 1995 seine Schule nicht abschließen konnte, wechselte er auf eine alternative Schule, die sich auf Schüler aus einem nicht traditionellen Umfeld kümmern. Auf dem Campus Students' Educational and Cultural Movement of Ladakh (SECMOL) erwarb er 2005 seinen Bachelor of Arts an der Jammu Universität. Nachdem er die französische Filmemacherin Christiane Mordelet kennengelernt hatte und eng mit ihr zusammen arbeitete, gelangen ihm preisgekrönte Dokumentarfilme. Er gründete in Leh das Himalayan Film House, wo zu regionalen, nationalen und internationalen Themen Filme produziert werden.
Sein Film Living With Change über die Auswirkungen der globalen Erwärmung in Ladakh erhielt internationale Auszeichnungen. Auch sein bewegender Film Jungwa: The Broken Balance über die Sturzfluten vom August 2010, die Leh verwüsteten, erhielt am Banff Mountain Film Festival den Preis der Jury. Sein erfolgreichster Film „Die Hirtin aus Ladakh“ erhielt 17 Preise im In- und Ausland. Darunter den Hauptpreis am Banff Mountain Film Festival 2016. In diesem Film begleite er seine Schwester Tsering mit ihrer Herden Ziegen und Schafe.

## Filmografie (Auswahl)
- 2008: Living With Change
- 2012: Jungwa: The Broken Balance
- 2015: The Shepherdess Of The Glacier (Die Hirtin aus Ladakh),
- 2017: Growing Up In Ladakh (Eine Jugend in Ladakh)
- 2017: Behind The Mirror

## Auszeichnungen (Auswahl)
- Großer Preis am Banff Mountain Film Festival, Banff, Kanada
- Festival International Du Film De Montagne et Aventure, Autrans, Frankreich
- Ladakh International Film Festival, Leh, Ladaes Film Festival, Albertville, Frankreich
- International Explorimage Film Festival of Nature and Adventure, Nizza, Frankreich